# 龍すみか
龍 すみか（りゅう すみか）は、日本の女性声優。三重県出身。ボズアトール所属。

## 出演作品

### ゲーム
- もえスタ 〜萌える東大英語塾〜（クロノス[1]）
- 稲川淳二 真夜中のタクシー

### テレビ
- サンテレビ
  - カツ玉ドン!
- テレビ大阪
  - GROOVER ZONE
- KBS京都
  - 世界歴史年紀行スペシャル(吹替)
- テレビ岸和田
  - 岸和田市政だより
- 奈良テレビ
  - 土曜エンターテイメント ギャロップ
- J:COM神戸三木
  - 遊・学 若松塾

### ラジオ
- ラジオ関西 ｢どっとSING4(アシスタント)｣